# Carlo Nesi
Carlo Nesi (Roma, ... – 7 giugno 1982) è stato un calciatore italiano, di ruolo centrocampista.

## Carriera
Cresciuto nella Lazio, gioca in prima squadra a partire dal 1922-1923. Con i biancocelesti disputa complessivamente sette campionati, totalizzando nelle sei stagioni in massima serie 53 presenze e 2 reti.
Successivamente milita nella squadra riserve della Roma, nel Robur Siena e nel G.S. Monte dei Paschi di Roma.